# 朝倉玲子
朝倉 玲子（あさくら れいこ、1964年9月5日 - ）は、日本の料理研究家・実業家。株式会社アサクラ代表取締役。イタリアで日本人女性による初めての自然農法オリーブ農園を所有し、シングルエステート（単一農家製造）のオリーブオイルを製品化した。

## 概要
福島県会津若松市生まれ。1983年、山脇学園短期大学家政科を卒業した。読売情報開発で2年間事務職として勤務した。1986年、「たなかれいこ」の自然食のケータリング サービス612で自然食と出会う（食のギャラリー612）4年。1990年、千葉県の有機農家と結婚したが、その後離婚した。1996年、イタリア南部（プッリャ州・カステラーナ、シチリア州・シャッカ、 カンパニア州・ナポリ、サルデーニャ州・カブラス）の有機オリーブ栽培のアグリトゥリズモ（農家民宿）で、郷土料理や家庭料理とオリーブの栽培を学ぶ。1998年、カンパニア州ナポリ県ソレント郊外のミシュラン三つ星リストランテ『ドン・アルフォンソ1890』（ルレ・エ・シャトー加盟 ）で働く。2000年3月、リグーリア州インペリアのO.N.A.O.O.（オリーブオイル・テイスター機構）で、オリーブオイル全般・官能検査法を学ぶ。シングルエステート（単一農家製造）オリーブオイル専業農家ジョバンナ・マッツァ家と出会う。5月、オルチョ・サンニータの販売を開始した。2006年2月、イタリアアブルッツォ州ペンネに自ら所有するオリーブ農園（無肥料・無農薬栽培）の在来種ディリットのモノバリエタ（単一品種）の無濾過オリジナル自然栽培オリーブオイルを「アサクラオイル」として製品化した。2007年1月、古代小麦（カムット・ファッロ・サラゴッラ）の低温乾燥パスタ販売を開始した。オリーブオイルの使い方講習と料理教室を開始した。2020年より野菜をおいしく食べる動画・アサクラCHANNELを配信している。